# کزی (لهستان)
کُزی (لهستانی: Kozy؛ ‏ [ˈkɔzɨ]) یک روستای بزرگ در لهستان است که در شهرستان بیلسکو لهستان کوچک واقع شده و طی آمار سال ۲۰۱۳ میلادی، ۱۲٬۴۵۷ نفر جمعیت داشت. این روستا در ۶۵ کیلومتری جنوب غربی کراکوف و جنوب کاتوویتسه قرار دارد. این روستا، بزرگ‌ترین روستای کشور لهستان است (در مقام مقایسه، کوچک‌ترین شهر لهستان به نام اوپاتوویتس تنها ۳۳۸ نفر جمعیت دارد). نام این روستا در زبان لهستانی به معنی «بزها» است و وسعتی در حدود ۲۶٬۹ کیلومتر مربع دارد.
نخستین اشاره به نام این روستا به سال ۱۳۲۶ میلادی بازمی‌گردد و در آن دوران جزء املاک دودمان پیاست بود.